# Lysimachia daphnoides
Lysimachia daphnoides är en viveväxtart som först beskrevs av Asa Gray, och fick sitt nu gällande namn av Wilhelm B. Hillebrand. Lysimachia daphnoides ingår i släktet lysingar, och familjen viveväxter. Inga underarter finns listade i Catalogue of Life.